# Форе, Ноэль
Ноэль Форе (фр. Noël Foré; 23 декабря 1932, коммуна Малдегем, провинция Восточная Фландрия, Бельгия — 16 февраля 1994, Гент,  Бельгия) — бельгийский профессиональный шоссейный велогонщик в 1956—1968 годах. Бронзовый призёр Чемпионата мира по шоссейным велогонкам в  групповой гонке среди профессионалов (1959). Победитель многодневных велогонок: Дварс дор Фландерен (1957), Тур Бельгии (1958, 1962); однодневных велогонок: Три дня Западной Фландрии (1957), Гент — Вевельгем (1958), Париж — Рубе (1959), Брюссель — Ингойгем (1957), Кюрне — Брюссель — Кюрне (1963), E3 Харелбеке (1963), Тур Фландрии (1963), Тур Кёльна (1967).

## Достижения

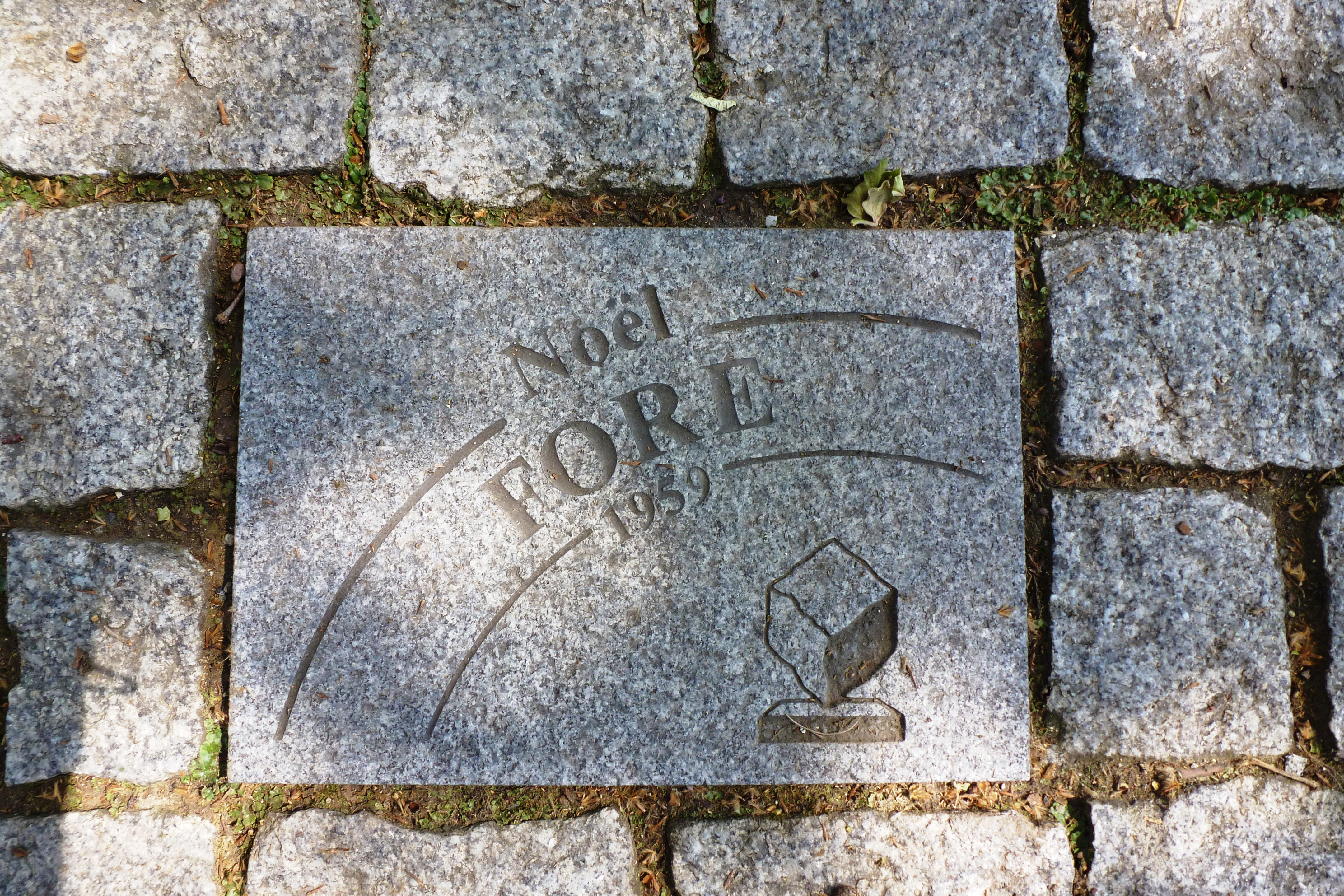
Мемориальная доска победителя гонки Париж — Рубе 1959

1956
1-й — Этап 4 часть а Тур Нидерландов
1957
1-й Три дня Западной Фландрии
1-й Дварс дор Фландерен
1-й Omloop Mandel-Leie-Schelde Meulebeke 
1958
1-й Гент — Вевельгем
1-й  Тур Бельгии— Генеральная классификация
1-й — Этап 1
5-й Омлоп Хет Ниувсблад
8-й E3 Харелбеке
1959
1-й Париж — Рубе
1-й Брюссель — Ингойгем
2-й Critérium des As
3-й Супер Престиж Перно (вместе с Риком ван Лоем
3-й  Чемпионат мира — Групповая гонка (проф.)
10-й Флеш Валонь
1960
4-й Дварс дор Фландерен
9-й Париж — Брюссель
1962
1-й — Этапы 3, 8, 13 Париж — Ницца
1-й  Тур Бельгии— Генеральная классификация
2-й Париж — Брюссель
4-й Тур Фландрии
6-й Льеж — Бастонь — Льеж
1963
1-й Кюрне — Брюссель — Кюрне
1-й E3 Харелбеке
1-й Тур Фландрии
1-й — Этап 1 Тур Бельгии
1964
1-й Шесть дней Антверпена (трек) (вместе с Фрицем Пфеннингером и Питером Постом)
1-й Ruddervoorde Koerse
9-й Гент — Вевельгем
1965
2-й Натионале Слёйтингспрейс
9-й Париж — Рубе
1966
6-й Париж — Тур
9-й Омлоп Хет Ниувсблад
1967
1-й Тур Кёльна
2-й Тур Фландрии
3-й Бордо — Париж
6-й Гент — Вевельгем
1968
7-й Париж — Тур

## Статистика выступлений

### Гранд-туры
| Гранд-тур                 | 1958 | 1959 | 1960 | 1961 | 1962 | 1963 |
| ------------------------- | ---- | ---- | ---- | ---- | ---- | ---- |
| Джиро д’Италия            | —    | —    | НФ   | —    | —    | —    |
| Тур де Франс              | НФ   | —    | —    | —    | —    | НФ   |
| (c 2010 ) Вуэльта Испании | —    | —    | —    | —    | —    | —    |

| —  | Не участвовал  |
| НФ | Не финишировал |